# Уян (Китай)
Уя́н (кит. упр. 舞阳, пиньинь Wǔyáng, буквально: «с янской (северной) стороны реки Ушуй») — уезд городского округа Лохэ провинции Хэнань (КНР).

## История
Уезд был создан ещё при империи Цинь.
В эпоху Южных и Северных династий уезд был разделён на уезды Сиуян (西舞阳县) и Бэйуян (北舞阳县). При империи Тан в 716 году уезд Уян был создан вновь.
После монгольского завоевания уезд в 1267 году был присоединён к уезду Есянь (叶县), но в 1303 году воссоздан.
В 1949 году был создан Специальный район Сюйчан (许昌专区), и уезд вошёл в его состав.
В 1969 году Специальный район Сюйчан был переименован в Округ Сюйчан (许昌地区).
В декабре 1973 года из уезда Уян в отдельную административную единицу был выделен Рабочий район Уяна (舞阳工区). В 1977 году Рабочий район Уяна был расформирован, а его территория передана под юрисдикцию Пиндиншаня, где на ней был создан район Уган.
В 1986 году постановлением Госсовета КНР был расформирован округ Сюйчан, и уезд вошёл в состав новообразованного городского округа Лохэ.

## Административное деление
Уезд делится на 8 посёлков и 6 волостей.